# Hydroperla
Hydroperla is een geslacht van steenvliegen uit de familie Perlodidae. De wetenschappelijke naam van het geslacht is voor het eerst geldig gepubliceerd in 1935 door Frison.

## Soorten
Hydroperla omvat de volgende soorten:
- Hydroperla crosbyi (Needham & Claassen, 1925)
- Hydroperla fugitans (Needham & Claassen, 1925)
- Hydroperla phormidia Ray & Stark, 1981
- Hydroperla rickeri (Stark, 1984)